# Campeonato Pan-Americano de Ginástica Artística - Equipes masculinas
O Campeonato Pan-Americano de Ginástica foi realizado pela primeira vez em 1997. Três medalhas são concedidas nas provas por equipes: ouro para o primeiro lugar, prata para o segundo lugar e bronze para o terceiro lugar.

## Medalhistas
| Ano  | Local          | Ouro | Prata | Bronze | Ref   |
| ---- | -------------- | --- | --- | --- | ----- |
| 1997 | Medellín       | Cuba · Eric López · Francisco Diaz · Lazaro Lamelas · Yoandy Diaz                                                       | Estados Unidos · Sanjuan Jones · Michael Dutka · Aaron Cotter · Jay Thornton | Colômbia · Noé Rodríguez · Alexander Rangel · Jorge Giraldo · Leonardo González                                   |       |
| 2001 | Cancún         | Cuba · Eric López · Charles Tamayo · Lazaro Lamelas · Michel Brito                                                      | Estados Unidos · Todd Thornton · Kris Zimmerman · Guard Young · Daniel Diaz-Luong | Porto Rico · Luis Vargas · Diego Lizardi ·                                                                        |       |
| 2005 | Rio de Janeiro | Estados Unidos · Guillermo Alvarez · Joseph Hagerty · Jonathan Horton · David Durante                                   | Porto Rico · Luis Rivera · Luis Vargas · Jose Ramos · Reinaldo Oquendo | Canadá · Adam Wong · Brandon O'Neil · Grant Golding · Nathan Gafuik                                               |       |
| 2010 | Guadalajara    | Estados Unidos · Dylan Akers · Alexander Buscaglia · Jacob Dalton · Brian del Castillo · Wesley Haagensen · Glen Ishino | Brasil · Felipe Polato · Mosiah Rodrigues · Sergio Eras · Péricles Silva · Danilo Nogueira · Sérgio Sasaki Canadá · Kenneth Ikeda · Anderson Loran · Jayd Lukenchuk · Kevin Lytwyn · Jackson Payne · Casey Sandy | — |       |
| 2014 | Mississauga    | Estados Unidos · Sean Melton · Christopher Maestas · Marvin Kimble · Jonathan Horton · Brandon Wynn · Eddie Penev       | Colômbia · Jossimar Calvo · Jorge Giraldo · Jhonny Munoz · Carlos Calvo · Javier Sandoval · Jorge Pena Castiblanco                                                                                               | Brasil · Lucas Bitencourt · Sérgio Sasaki · Caio Souza · Diego Hypólito · Francisco Barreto · Arthur Zanetti      | [ 2 ] |
| 2018 | Lima           | Estados Unidos · Cameron Bock · Spencer Goodell · Riley Loos · Kanji Oyama · Genki Suzuki                               | Colômbia · Jossimar Calvo · Didier Lugo · Andrés Martínez · Javier Sandoval · Jose David Toro | Brasil · Francisco Barreto · Lucas Bittencourt · Leonardo Souza · Luís Porto · Caio Souza                         | [ 3 ] |
| 2021 | Rio de Janeiro | Brasil · Francisco Barretto · Tomás Florêncio · Arthur Mariano · Diogo Soares · Caio Souza                              | Estados Unidos · Cameron Bock · Vitaliy Guimaraes · Paul Juda · Riley Loos · Donnell Whittenburg | Colômbia · Kristopher Bohórquez · Jossimar Calvo · Manuel Martínez · Javier Sandoval · José David Toro            | [ 4 ] |
| 2022 | Rio de Janeiro | Estados Unidos · Riley Loos · Brody Malone · Yul Moldauer · Colt Walker · Shane Wiskus                                  | Brasil · Lucas Bitencourt · Arthur Mariano · Diogo Soares · Caio Souza · Arthur Zanetti | Canadá · Félix Dolci · Mathys Jalbert · Chris Kaji · Jayson Rampersad · Kenji Tamane                              | [ 5 ] |
| 2023 | Medellín       | Estados Unidos · Taylor Christopulos · Yul Moldauer · Curran Phillips · Donnell Whittenburg · Shane Wiskus · Khoi Young | Canadá · Félix Blacquiere · Zachary Clay · Félix Dolci · William Émard · Léandre Sauvé · Samuel Zakutney | Brasil · Bernardo Actos · Lucas Bittencourt · Tomás Florêncio · Yuri Guimarães · Patrick Sampaio · Leonardo Souza | [ 6 ] |
| 2024 | Santa Marta    | Brasil · Lucas Bitencourt · Tomás Florêncio · Patrick Sampaio · Diogo Soares · Caio Souza · Gabriel Faria               | Colômbia · Kristopher Bohórquez · Jhordan Castro · Dilan Jiménez · Andrés Martínez · Manuel Martínez | Argentina · Santiago Agostinelli · Luca Alfieri · Julian Jato · Santiago Mayol · Daniel Villafañe                 |       |

## Quadro de medalhas
| Pos.               | País               | Ouro | Prata | Bronze | Total |
| ------------------ | ------------------ | ---- | ----- | ------ | ----- |
| 1                  | Estados Unidos     | 6    | 3     | 0      | 9     |
| 2                  | Brasil             | 2    | 2     | 3      | 7     |
| 3                  | Cuba               | 2    | 0     | 0      | 2     |
| 4                  | Colômbia           | 0    | 3     | 2      | 5     |
| 5                  | Canadá             | 0    | 2     | 2      | 4     |
| 6                  | Porto Rico         | 0    | 1     | 1      | 2     |
| 7                  | Argentina          | 0    | 0     | 1      | 1     |
| Total (7 entradas) | Total (7 entradas) | 10   | 11    | 9      | 30    |